# Колдовская доска 3: Одержимость
«Колдовская доска 3: Одержимость» (англ. Witchboard III: The Possession) — канадский художественный фильм 1995 года, снятый режиссёром Питером Сватеком. Фильм вышел сразу на видео — 2 ноября 1995 года в Германии.

## Сюжет
Брайан (Дэвид Норман) — безработный брокер, узнаёт у своего домовладельца Фрэнсиса (Седрик Смит), после распития с ним дорогого портвейна, что тот разбогател, пользуясь инсайдерской информацией, которую ему давал один знакомый. Фрэнсис предложил Брайану с ним познакомиться, и, к его удивлению, это оказалась доска для спиритических сеансов. Проведя сеанс, они узнали у доски, что нужно покупать апельсиновый сок. На следующее утро после сильного похмелья Брайан узнаёт из новостей по телевизору, что случились заморозки и поднялась цена на апельсиновый сок. Зайдя к Фрэнсису, чтобы побольше узнать о доске, он застаёт его на балконе, Френсис передаёт ему перстень со своей руки и со словами «Увидимся в веселых газетах», перепрыгивает через перила и падает на ограду, проткнув штырём голову.
Брайан берёт доску с собой и проводит ритуал, на котором дух говорит ему покупать кофе. На похоронах Фрэнсиса, где, кроме него с его женой Джули, никого нет, они сталкиваются с женщиной, которая пыталась открыть гроб, они пытались её остановить, но она представилась им женой Фрэнсиса и, чтобы убедиться, что он мертв, засунула палец в замаскированную в похоронном бюро дырку в его голове и со словами, что она должна была удостовериться, убежала из церкви. Френсис, чтобы купить акции кофе, занял 50 000 $ у сомнительного инвестора на 24 час, через это время он должен был вернуть эти деньги и плюс сверху 25 %. На следующий день он с ужасом узнаёт, что кофе подешевел. Он пытается узнать у доски, что произошло, но доска отвечает только одно, что надо бежать. Тогда он берёт доску и идет к этому инвестору, надеясь показать это чудо и что-то решить, но инвестор не стал ничего слушать и приказал телохранителю отрезать Брайану палец. В этот момент в комнату влетел невидимый дух и насадил телохранителя головой на рога, висевшего на стене чучела, а банкира убил с помощью мертвых бабочек, насаженных на иголки, которых тот коллекционировал.
Брайан в ужасе пришёл домой и попытался сжечь доску в подвале дома, но оборвался провод и его убило током, а душа через отверстие планшета доски попала в зеркало. Джули вызвала скорую помощь и по пути в больницу при мерах реанимации в тело Брайана вселился дух доски — Краль. Брайан сильно изменился — стал любвеобилен и захотел ребёнка от Джули, но та не торопилась, и на вечеринке у их знакомой Лизы он пытался с Лизой флиртовать, чем вызвал гнев Джули. На следующий день он отправился к Лизе, чтобы оплодотворить её, но та только что помирилась со своей лучшей подругой Джули и ничего не хотела слышать об этом. В ответ лже-Брайан убил её, используя телекинез и превратившись в демона.
Тем временем Джули поднимается в квартиру их бывшего домовладельца и находит там свое кольцо, перевязанное пучком её волос. Пытается с помощью спиритической доски узнать, что происходит, и в этот момент видит настоящего Брайана в зеркале, который пытался её остановить. Возвращается лже-Брайан и говорит о примирительном ужине в ресторане, но Джули отвечает ему, что приготовит ужин сама. Во время ужина лже-Брайану становится плохо, он пытается схватить Джули и на его вопрос, что она сделала, Джули отвечает «Похоже, ты забыл, что у тебя аллергия на креветки» и убегает в поисках жены Фрэнсиса, которую они видели в церкви.
Найдя её, Джуди узнаёт, что демона может остановить только амулет, смазанный кровью самого Брайана. Лже-Брайан их находит, жена Фрэнсиса отдаёт амулет Джуди и погибает, пытаясь задержать демона. Джули ждёт дома лже-Брайана с ножом, тот приходит и пытается силой её взять, чтобы она забеременела, так как после рождения ребёнка ему не надо уже будет вселяться в другие тела, она пытается его ранить, чтобы добыть каплю крови, но у неё ничего не получается и в этот момент настоящий Брайан взрывает зеркало, в котором находится его душа, и ранит осколком щеку лже-Брайана. Джули берёт осколок, смазывает кровью амулет и пытается с помощью арбалета выстрелить амулетом в демона, но тот её телекинезом отбрасывает. Проходя мимо полок, он получает удар по голове свалившейся тяжелой каменной статуей и падает без сознания, этими статуэтками он сам же всю квартиру заставил, перетащив их из квартиры Фрэнсиса, в тело которого был до этого вселен. Эту полку раскачал настоящий Брайан с помощью зеркала, стоящего на ней, и через это же зеркало он сказал Джули, что надо снять перстень с пальца его тела, но как она не пыталась, у неё ничего не получалось и тогда Брайан из зеркала, сказал ей, чтобы она отрубила ему палец вместе с кольцом. Джули отрубает кухонным топориком палец и лже-Брайан, вскочив, начинает отделять из тела демона. Отделившись, тело Брайана падает, и Джули с помощью планшета доски переселяет душу Брайана из зеркала обратно в тело. Демон тем временем хватает Джули и пытается её изнасиловать, но Брайан с помощью арбалета всаживает амулет в демона, и тот рассыпается.
Брайан с Джули, кинув прощальный взгляд на дом, уезжают, а в подвале из топки вылетает планшетка спиритической доски, и фильм заканчивается.